# 小出和郎
小出 和郎（こいで かずお）　(株)都市環境研究所代表（会長）1946年東京都生まれ。技術士（建設部門）。

## 経歴
1971年東京大学工学部都市工学科卒業。1975年東京大学大学院工学系研究科修士課程修了。1972年より（株）都市環境研究所に勤務、現在、代表取締役会長。東京大学非常勤講師、長岡造形大学非常勤講師。
著書に『条例による総合的まちづくり』『協議型まちづくり』『安全と再生の都市づくり』『地方分権時代のまちづくり条例』『日本の風景計画』（いずれも共著、学芸出版社）、『今井の町並み』（共著、同朋舎出版）、『アーバンデザインの現代的展望』『今井ニュータウン建設記録』（いずれも共著、鹿島出版会）『英国CABEと建築デザイン・都市景観』（編著）など。